# Poppy Gilbert
Poppy Gilbert, född 14 september 1998 i Stockholm, är en svensk-brittisk skådespelare. Hennes föräldrar är brittiska och hon är bosatt och verksam i Storbritannien.
Gilbert har bland annat medverkat i TV-serierna Stay Close, Chloe och The Catch.

## Filmografi (i urval)
- 2021 – Stay Close (TV-serie)
- 2022 – Chloe (TV-serie)
- 2023 – The Catch (TV-serie)
- 2025 – My Oxford Year